# پنتکاست ۳
پنتکاست ۳ (به انگلیسی: Pentecost III) یک آلبوم چندآهنگه از گروه موسیقی دوم متال آناتما است که در سال ۱۹۹۵ منتشر شد. این البوم یک سال قبل‌تر یعنی در سال ۱۹۹۴ ضبط شده بود.درن وایت خواننده اصلی گروه در این دوره از گروه اخراج شد و اعضای باقیمانده به کار روی آلبوم بعدی خود سایلنت انگیما ادامه دادند. این ای‌پی به همراه یک ای‌پی دیگر به نام کریستفلن در یک سی‌دی در سال ۲۰۰۱ دوباره منتشر شد.

## لیست آهنگ‌ها
- تمام اشعار توسط دارن وایت نوشته شده‌است و تمام آهنگ‌ها توسط آناتما.

1. "Kingdom"
2. "Mine Is Yours to Drown In (Ours Is the New Tribe)"
3. "We, the Gods"
4. "Pentecost III"
5. "Memento Mori"

- "Horses / 666" (آهنگ مخفی)

## اعضا
- دارن وایت - خواننده
- وینسنت کاوانا - گیتار
- دنییل کاوانا - گیتار
- دانکن پترسون - گیتار بیس
- جان داگلاس - درامر